# Пирон, Алексис
Алексис Пирон (фр. Alexis Piron; 9 июля 1689, Дижон — 21 января 1773, Париж) — французский драматург, поэт и юрист.

## Жизнь и творчество
А. Пирон родился в семье аптекаря и поэта-любителя, сочинявшего стихотворения на бургундском диалекте. Родители Алексиса прочили ему сан священника, однако молодой человек настоял на изучении права и поступил на юридический факультет Безансонского университета, по окончании которого занимается в Безансоне адвокатской практикой. В 1718 году, после публикации его «Оды Приапу (Ode à Priape)», А.Пирон был исключён из коллегии адвокатов за «сочинение постыдного стихотворения».
В 1719 году Пирон переезжает в Париж. Здесь он близко сходится и заводит дружбу с такими известными авторами, как Дени Дидро и Ален Лесаж, с которыми знакомится в кафе Прокопа. В Париже Пирон знакомится также с другим дижонцем, Проспером Кребильоном, постоянно поддерживавшим писателя в его литературной деятельности и предоставившего ему возможность писать для постановок в театре Комеди-Франсез. Высоко ценил произведения, созданные А.Пироном, Вольтер. В 1750 году Пирон подаёт заявление на принятие его в члены Французской академии, однако через некоторое время он берёт самоотвод. Кроме лирической поэзии и комедий А.Пирон составляет весьма злые эпиграммы. Так, одному влиятельному литературному критику, Пьеру Франсуа Дефонтену, он посылает в течение 50 дней ежедневно по высмеивающему того стиху. Против одного из сотрудников Дефонтена, Эли Фрерона, А.Пирон сочиняет Фреронаду (La Fréronade). Сатирические стрелы свои поэт направлял и против таких мастеров, как Мармонтель и Вольтер.
Наиболее громкий успех поэта был связан с комедией в стихах Метромания (Le métromanie), впервые поставленной 10 января 1738 года. Главным её героем Пирон сделал самого себя. Вольтер назвал это сочинение «лучшей комедией со времён Мольера».
А.Пирон был принят при французском королевском дворе и женился на мадмуазель ле Бар (ум. 1751), одной из камердам. В 1753 он снова пытает счастье во Французской академии, однако на кандидатуру А.Пирона накладывает вето лично король Людовик XV. Католическая церковь также повлияла на это его решение, напомнив о «позорном сочинении» о Приапе. В качестве компенсации можно рассматривать предоставленную поэту по распоряжению мадам де Помпадур пенсию более чем в 1.000 ливров.
В поздних произведениях поэта всё большее место занимает религиозная лирика. В свои последние годы жизни А.Пирон ослеп, скончался он в Париже в возрасте 84 лет.

## Сочинения (избранное)
- Ode à Priape (1718)
- Arlequin-Deucalion (1722)
- Le Caprice — Opéra-Comique en 1 acte (1724)
- Calliste (1730)
- L'école des pères (1728)
- Fernand Cortez où Montezume (1744)
- La Fréronade (1750)
- Gustave Wasa — Tragédie(1733)
- La métromanie (1738)

«Ode à Priape» была в 1994 году переведена на русский язык и аннотирована профессором А. А. Илюшиным.